# Ваточник сирийский
Ва́точник сирийский, или Эскулапова трава, или Млечная трава, или Ласточкина трава (лат. Asclepias syriaca) — многолетнее травянистое растение; типовой вид рода Ваточник семейства Кутровые.

## Синонимы
В синонимику названий вида входят:
- Asclepias apocinum Gaterau
- Asclepias capitellata Raf.
- Asclepias cornuti Decne.
- Asclepias fragrans Raf.
- Asclepias globosa Stokes
- Asclepias grandifolia Bertol.
- Asclepias illinoensis Michx. ex Steud.
- Asclepias intermedia Vail
- Asclepias kansana Vail
- Asclepias pubescens Moench
- Asclepias pubigera Dumort.
- Asclepias serica Raf.
- Asclepias syriaca f. inermis J.R.Churchill
- Asclepias syriaca var. kansana (Vail) E.J.Palmer & Steyerm.
- Asclepias syriaca f. leucantha Dore
- Asclepias syriaca f. polyphylla B.Boivin

## Этимология
Ваточник сирийский к Сирии не имеет никакого отношения. Впервые описавший его в 1635 году, по доставленным из Северной Америки в Париж образцам, французский ботаник Жак Филипп Корню принял ваточник за похожее ближневосточное растение кутра (кендырь). Карл Линней установил, что это разные, хотя и близкие растения, и отнес его к роду Ваточник, но оставил за ним старый видовой эпитет.
При малейшем повреждении стебля или листьев выделяется густой млечный сок, отсюда названия «млечная трава» и «ласточкина трава». Этим соком, по существовавшему поверью, ласточки смачивают своим птенцам глаза, чтобы те их поскорее открыли.

## Распространение
Большая часть Северной Америки к востоку от Скалистых гор, за исключением сухой части прерий. Быстро распространяется как инвазивный вид в России (Северная Осетия), Украине.

## Описание

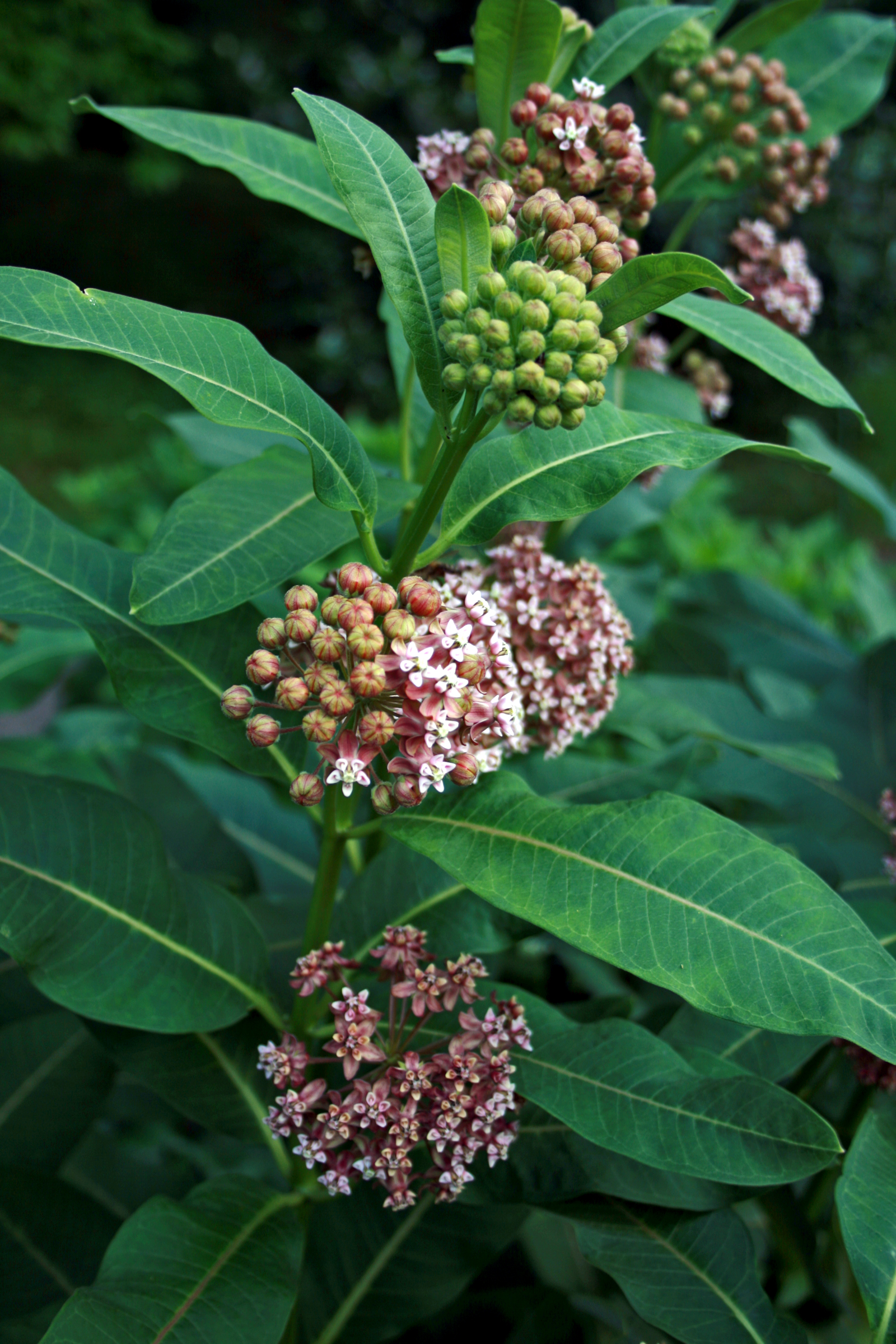
Цветение ваточника сирийского

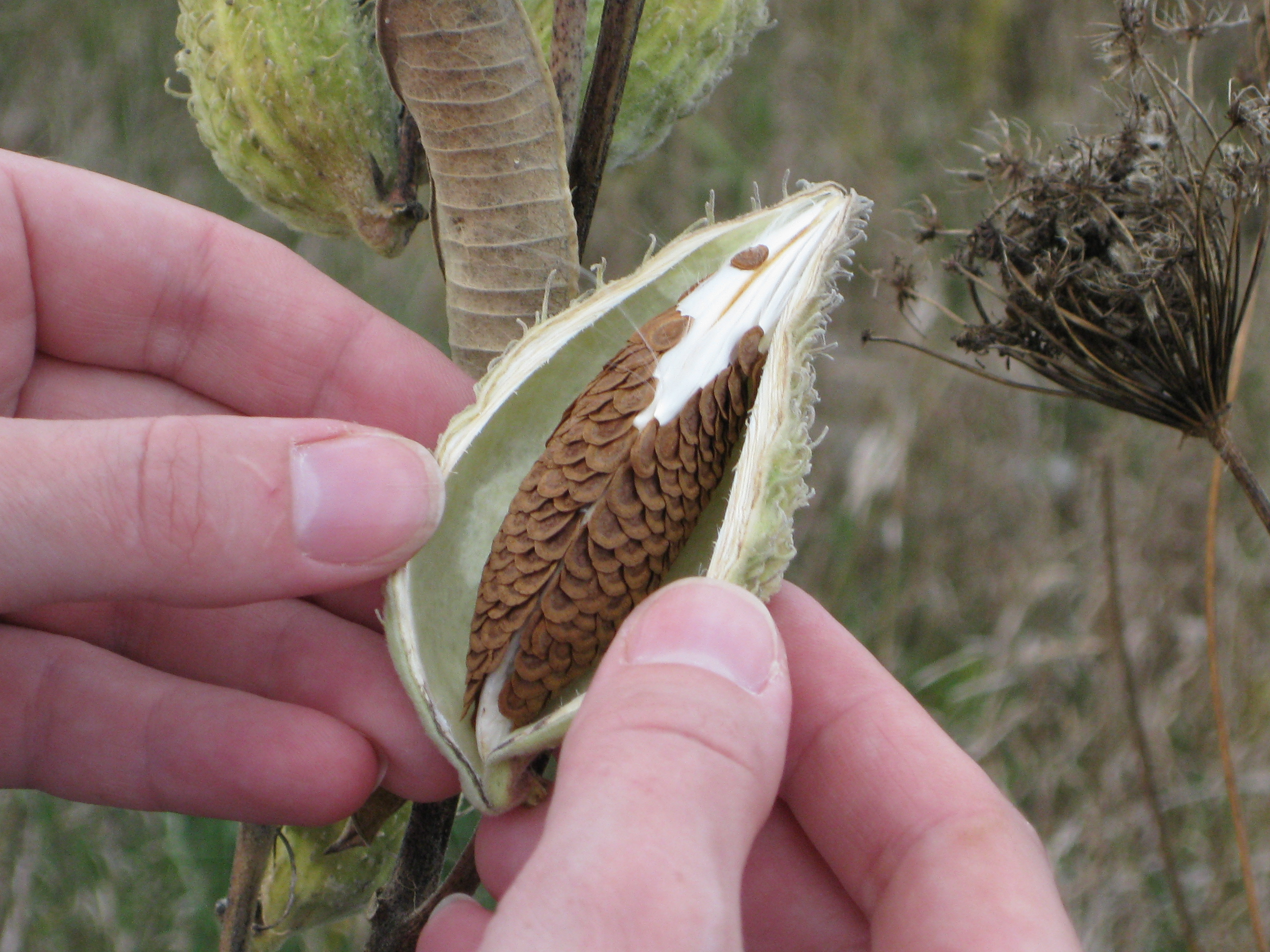
Зрелый плод ваточника сирийского

Высота 1—2 метра. Все части растения при повреждении выделяют млечный сок.
Листья супротивные, простые, широкие, яйцевидно-ланцетные, 7—25 см длиной и 3—12 см шириной, как правило, с волнистым краем и красным цветом центральной жилки.
Соцветие — зонтиковидная извилина. Цветки серовато-лиловые или розово-лиловые, 1—2 см в диаметре, ароматные. Имеют сложные приспособления для опыления насекомыми.
Плод — вздутая серповидная зелёная коробочка с гофрированной поверхностью, при созревании раскрывается по бокам.
Семена тёмно-коричневые, снабжены длинными белоснежными шелковистыми волосками. В средней полосе России семена вызревают лишь в те годы, когда бывает сухая продолжительная тёплая осень.

## В культуре
Ввезён в Европу в XVII веке как техническая культура. Из стеблей производились волокна для грубых тканей, верёвки, набивка для мягкой мебели и игрушек. Позднее хохолки ваточника применялись в изготовлении киноплёнки, спасательных средств (хохолки практически не смачиваются водой). Волоски хохолков использовались как добавка при изготовлении шёлковой, хлопковой, шерстяной и другой пряжи. В некоторых случаях их использовали вместо ваты.
С целью получения каучука растение культивировали в ботанических садах Петербурга, а позднее в Киевском ботаническом саду и в Белой Церкви. Но производство каучука оказалось трудоёмким и дорогостоящим; к тому же каучук получался низкого качества.
В настоящее время ваточник сирийский в основном используется в качестве декоративного растения.
Хороший медонос. Молодые растения используют в пищу, вместо спаржи. В семенах ваточника содержится до 20—25 % жирного масла.
При семенном размножении растения зацветают на второй-третий год. Цветение во второй половине лета, 3—4 недели.
При посадке надо учитывать, что растение светолюбиво и при разрастании образует вытянутую группу. В средней полосе России зимостоек без укрытия.
Внесён в список инвазивных видов ЕС, в связи с чем запрещены ввоз, пересылка, оборот, выращивание и выпуск в природу семян и укореняемых частей растения.